# Phyllarachne
Phyllarachne is een geslacht van spinnen uit de familie hangmatspinnen (Linyphiidae).

## Soorten
De volgende soorten zijn bij het geslacht ingedeeld:
- Phyllarachne levicula Millidge & Russell-Smith, 1992